# Бугарра
Бугарра (ісп. Bugarra) — муніципалітет в Іспанії, у складі автономної спільноти Валенсія, у провінції Валенсія. Населення — 850 осіб (2010).

## Географія
Муніципалітет розташований на відстані близько 270 км на схід від Мадрида, 37 км на північний захід від Валенсії.

## Демографія
Динаміка населення (INE ):

## Галерея зображень

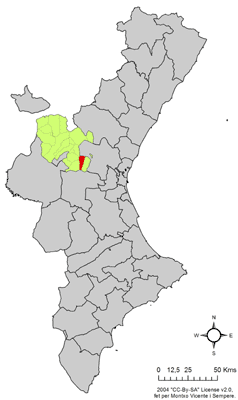
Розташування муніципалітету Бугарра у автономній спільноті Валенсія
Розташування муніципалітету Бугарра у комарці Лос-Серранос